# Tambora
Tambora er en indonesisk vulkan, der den 10. april 1815 gik i historiens største udbrud. Det er det eneste vulkanudbrud i klasse 7 på VEI-skalaen i historisk tid. Det er blevet beskrevet som fem gange større end udbruddet af Krakatau i 1883. Der blev i løbet af få dage udslynget 175 kubikkilometer vulkansk aske og støv og 400 millioner ton svovldioxid, der fordelte sig over hele Jorden i stratosfæren med store klimaændringer til følge. Året efter, 1816, blev kaldt Året uden sommer, og der var udbredt sult og hungersnød.

## Udbruddet 10. april 1815
Udbruddet er det eneste vulkanudbrud i klasse 7 på VEI-skalaen i historisk tid. Udbruddets har måske været 10 gange voldsommere[kilde mangler] end udbruddet af Krakatau i 1883, og 100 gange voldsommere end udbruddet i Vesuv.
Der blev i løbet af få dage udslynget 175 kubikkilometer vulkansk aske og støv og 400 millioner ton svovldioxid, der fordelte sig over hele Jorden i stratosfæren med store klimaændringer til følge. Senere hen er det blevet beregnet af geologer, at Tambora slyngede  i alt 1,7 millioner tons udbrudsprodukter i vejret, bl.a. pimpsten.[kilde mangler] Det meste af resterne fra udbruddet faldt til jorden igen med det samme, men de resterende blev pulveriseret til støv. Støvskyerne nåede helt op til stratosfæren, hvilket gjorde, at solens lys blev svagere og derfor blev varmen mindre. Året efter, 1816, blev kaldt Året uden sommer i USA og Europa; der var snestorme i USA og der faldt endda sne i London i august måned. Desuden blev jordens gennemsnitstemperatur sænket de følgende år. Følgen var udbredt hungersnød.
Katastrofen krævede over 92.000 dødsofre,[kilde mangler] primært grundet hungersnød, da afgrøderne på øerne Sumbawa og Lombok blev fuldstændig ødelagt. På denne tid udgjorde befolkningen i Indonesien 5-6 millioner mennesker.
Tambora er verdens største vulkankatastrofe i ca. 3500 år. Selve eksplosionerne fra udbruddet kunne høres over 1600 km fra vulkanen, og Tambora forsatte med at rumle i tre måneder efter udbruddet, før den atter faldt til ro.
Indonesien har dog oplevet værre udbrud end Tambora. For over 75.000 år siden fandt et udbrud sted, som var 10 gange stærkere end Tambora. Dette udbrud dannede Lake Toba på Sumatra. Dog er Tambora det værste vulkanudbrud oplevet i  historisk tid. Det næststørste udbrud i historisk tid fandt også sted i Indonesien i 1883, da vulkanen Krakatau eksploderede.

## Eksterne links og henvisninger
- Wikimedia Commons har flere filer relateret til Tambora

1. ↑  Vulkanen der gav hele verden kuldegysninger. Berlingske Viden
2. ↑  Tambora 1815: Just how big was the eruption. Wired Science. Oversigtsartikel med mange henvisninger

- Vulkan udbruddet der ikke siden er blevet overgået. Politiken
- Tambora og Krakatau

8°14′43″S 117°59′34″Ø / 8.2453°S 117.9928°Ø